# Coppa Italia Primavera 1973-1974
La Coppa Italia Primavera 1973-1974 è stata la seconda edizione del torneo riservato alle squadre giovanili iscritte al Campionato Primavera. Il detentore del trofeo era l'Inter.
La vittoria finale è andata alla Roma per la prima volta nella sua storia, sconfiggendo il 17 giugno 1974 a Bologna la Juventus per 6-5 ai tiri di rigore dopo l'1-1 dei tempi regolamentari: Antonio Sellitri realizzò il rigore vincente, dopo che la prima tornata si era pure conclusa in parità.